# Gas Pedal
Gas Pedal è un singolo del rapper statunitense Sage the Gemini, pubblicato nel 2013 e realizzato in collaborazione con il rapper Iamsu!. Il brano è stato estratto dall'album Remember Me.

## Tracce
- Download digitale

1. Gas Pedal (featuring Iamsu!) – 3:28